# Juan Manuel Fernández Pacheco-Cabrera de Bobadilla y de Zúñiga
Juan Manuel Fernández Pacheco y Zúñiga, por nacimiento Juan Manuel María de la Aurora Fernández Pacheco Acuña Girón y Portocarrero (Marcilla, Navarra, 7 de setembre de 1650 - Madrid, 29 de juny de 1725) Gran d'espanya, VIII marquès de Villena, VIII duc d'Escalona, VIII comte de Xiquena, XII comte de San Esteban de Gormaz, X marquès de Moya. Va ser Virrei i capità general dels regnes de Navarra, Aragó, Catalunya, Sicília i Nàpols. Cavaller de l'Orde del Toisó d'Or.

## Biografia
Va néixer a Marcilla (Navarra) quan el seu pare, Diego López Pacheco y Portugal, VII dels seus títols, anava camí de Pamplona per prendre possessió com virrei de Navarra, i va ser batejat allí mateix l'endemà. Va perdre a la seva mare amb tan sols dos anys, i al seu pare un any després. El seu oncle Juan Francisco Pacheco, bisbe de Conca, el va recollir en la seva orfandat i el va educar fins que va complir 14 anys. En aquests anys va tenir molt bons mestres, que van fer despertar en ell un ànsia de saber, aplicació a l'estudi i gust a adquirir llibres.
Va seguir conreant el seu enteniment de tal sort que als 26 anys ja era saludat per tots com un dels homes més instruïts d'Espanya. Després de participar en diverses batalles va acabar retirat a Castella, aplicat a l'estudi i a l'educació dels seus fills. El rei d'Espanya el va nomenar en 1713 el seu Majordom major i el cap de la seva Casa, i també de la del seu fill Lluís I durant el seu breu regnat, si bé tots dos monarques li van donar plena llibertat perquè es dediqués als seus estudis, sent aquesta responsabilitat exercida de facto pel Sumiller de Corps, el seu parent el comte d'Altamira.
Fundador de la Real Academia Española (RAE), per mitjà d'una proposta que li formulà el rei Felipe V. És elegit director provisional el 3 d'agost de 1713, sent el seu primer Director en propietat, a partir del 3 d'octubre de 1713. Acompleix aquesta funció fins a la seva mort el 29 de juny de 1725. Encarregat de l'organització inicial de la RAE, així com de l'elaboració del pla de treball del diccionari d'autoritats.
Va ser fundador i ànima de la Reial Acadèmia, i també de la publicació del primer Diccionari. Va governar l'Acadèmia durant dotze anys fins que va morir el 29 de juny de 1725. El seu fill Mercurio Antonio López Pacheco va ser director perpetu de la RAE (entre 1725- 1746)